# William Skirving

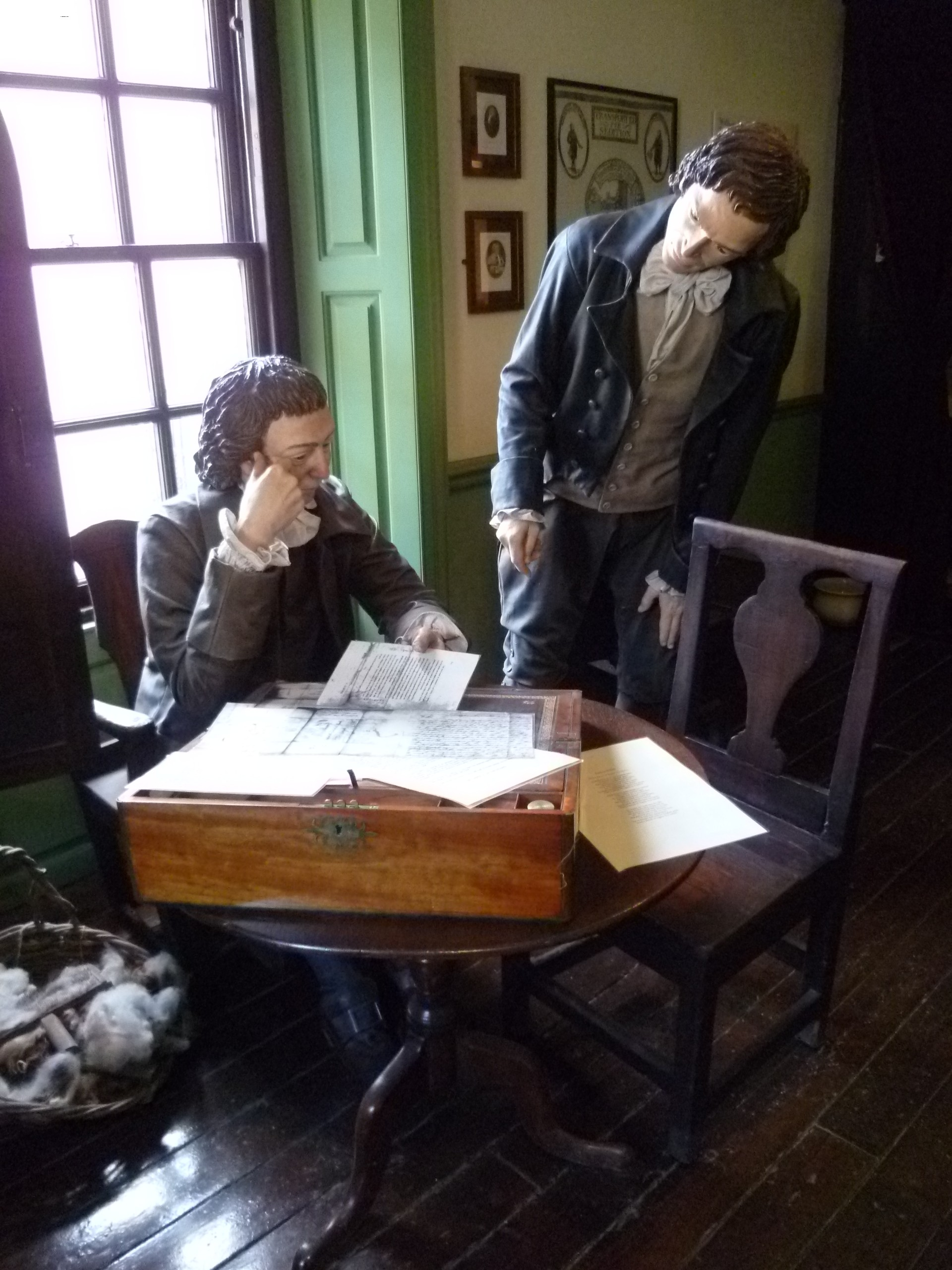
William Skriving (links) im Abbot House, lebensgroß abgebildet

William Skirving (* ca. 1745 bei Edinburgh, Schottland; † 19. März 1796 in Sydney in New South Wales, Australien) war ein Reformer in Schottland und bedeutendes Mitglied der Societies of the Friends of the People, einer Organisation, die sich für bürgerliche Rechte und gegen die Monarchie in England einsetzte. Er war einer der ersten politischen Sträflinge, die nach Australien deportiert wurden. Skirving war einer von fünf sogenannten Schottischen Märtyrern.

## Frühes Leben
William Skirving war der Sohn von William Skirving, einem Farmer, und seiner Frau Margaret, geborene Bryden. Er ging in die Grammar School in Haddington, anschließend schrieb er sich an der Universität Edinburgh ein. Im Januar 1775 heiratete er. Später betrieb er eine Farm bei Strathruddie in Fife. 1792 kehrte er nach Edinburgh zurück und veröffentlichte das Buch The Husbandman’s Assistant, ferner bewarb er sich auf einen Lehrstuhl an der Universität Edinburgh. Diese Bewerbung blieb erfolglos.

## Politisches Leben
Er war ein Liberaler, der sich unter dem Eindruck der Französischen Revolution für eine Reform der Verfassung in England einsetzte. Im Dezember 1792 wurde er zum Sekretär der Societies of the Friends of the People ernannt, die in Edinburgh tagte. Die führenden Mitglieder dieser Organisation verfolgte die Regierung und bezichtigte auch Skirving der Volksverhetzung. Die Gerichtsverhandlung, die vom 6. bis 7. Januar 1794 stattfand, endete für ihn mit einer 14 Jahre dauernden Deportation.  Das Schiff Surprize der Second Fleet legte im Mai 1794 in Portsmouth ab und legte sechs Monate später in die Sträflingskolonie Australien in Port Jackson an. Mit ihm waren weitere drei politische Sträflinge Thomas Muir, Thomas Fyshe Palmer und Maurice Margarot auf dem Schiff.
Auf dem Schiff planten die politischen Sträflinge bereits im ersten Monat eine Meuterei, die verraten wurde. Daraufhin wurden die Essensrationen dieser Sträflinge bis zur Ankunft gekürzt. Weitere Strafen wurden nicht verhängt.
Politische Häftlinge galten als gebildet und engagiert. Sie genossen Sonderrechte und mussten daher nicht wie andere Sträflinge schwere Arbeiten verrichten. Skirving konnte eine Farm mit einem kleinen Haus mit 40 Hektar Land erwerben. Die Farm bei Sydney, im heutigen Stadtteil Petersham, nannte er nach seinem Wohnort in England New Strathruddie.  Seine landwirtschaftlichen Anstrengungen waren wenig erfolgreich, denn die dortigen Bodenverhältnisse waren für die Landwirtschaft nicht besonders geeignet. Er wurde krank und starb im Jahr 1796 an Dysenterie.
Beerdigt wurde er in Sydney. Auf seinem Epitaph stand: „A Sedonist, but a man of good, moral character“ (deutsch: „Ein Volksverhetzer, aber ein Mann mit gutem, tugendhaftem Charakter“).

## Ehrungen
Das Political Martyrs Monument, ein 27 Meter hoher Obelisk aus Sandstein, der sich auf dem Old Calton Burial Ground auf dem Calton Hill in Edinburgh befindet, trägt gemeinsam mit den vier sog. Schottischen Märtyrern seinen Namen. Dies ist auch auf einem Mahnmal aus Metall in Huntershill Village der Fall.

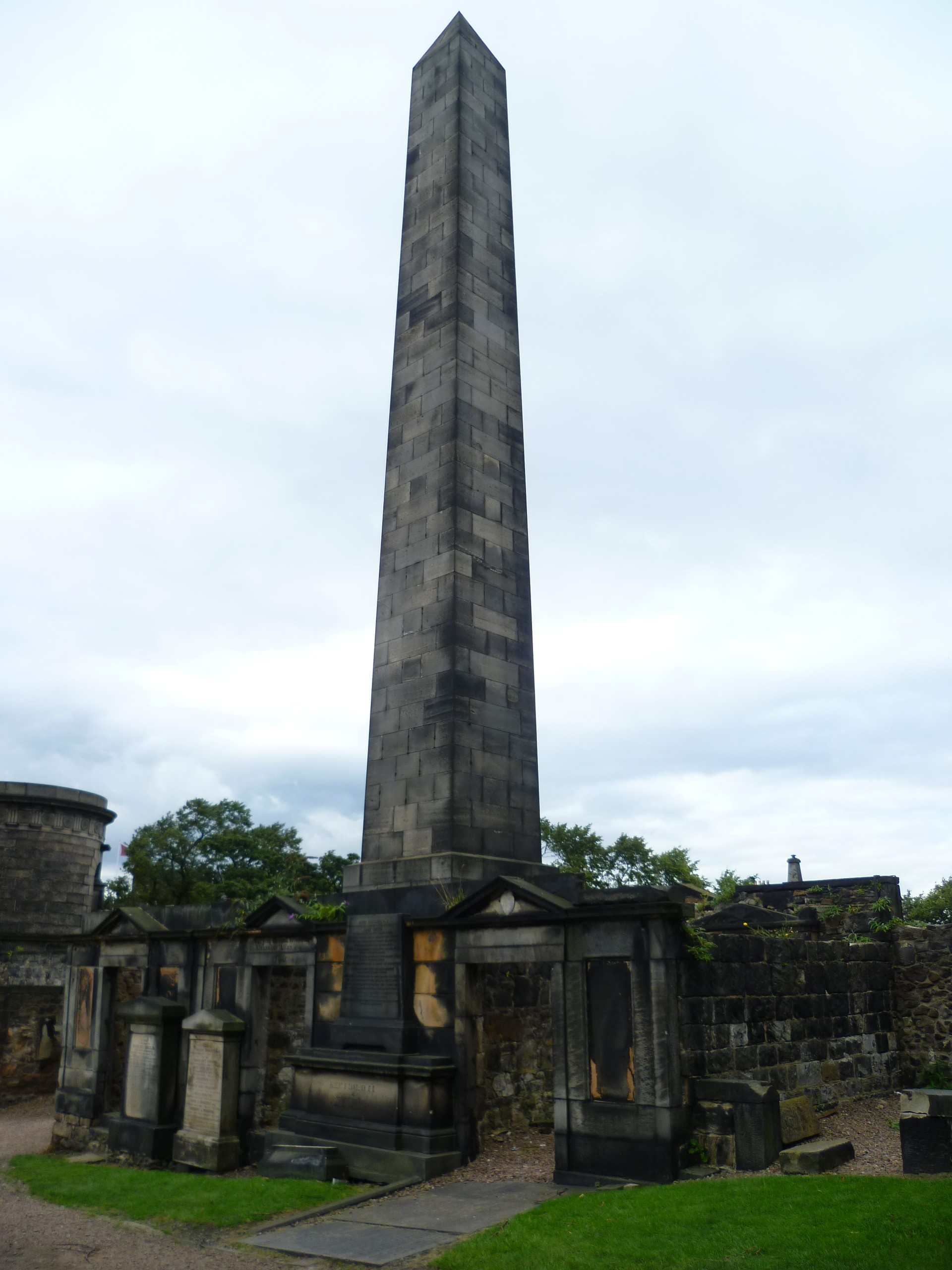
Sandstein-Obelisk in Edinburgh
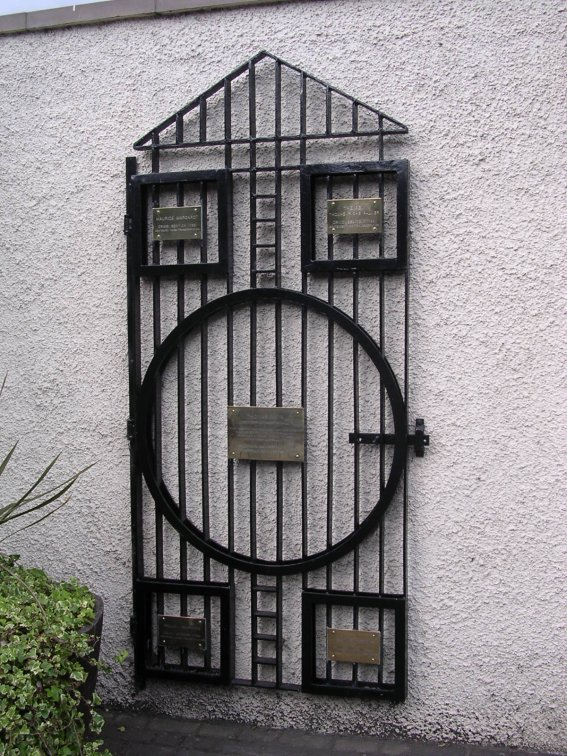
Mahnmal in Form eines Tores in Huntershill Village